# کامنسک-شاختینسکیی
شهر کامنسک-شاختینسکی (به روسی: Каменск-Шахтинский) در کشور روسیه و در اوبلاست روستوف واقع شده‌است.